# RBU-1000

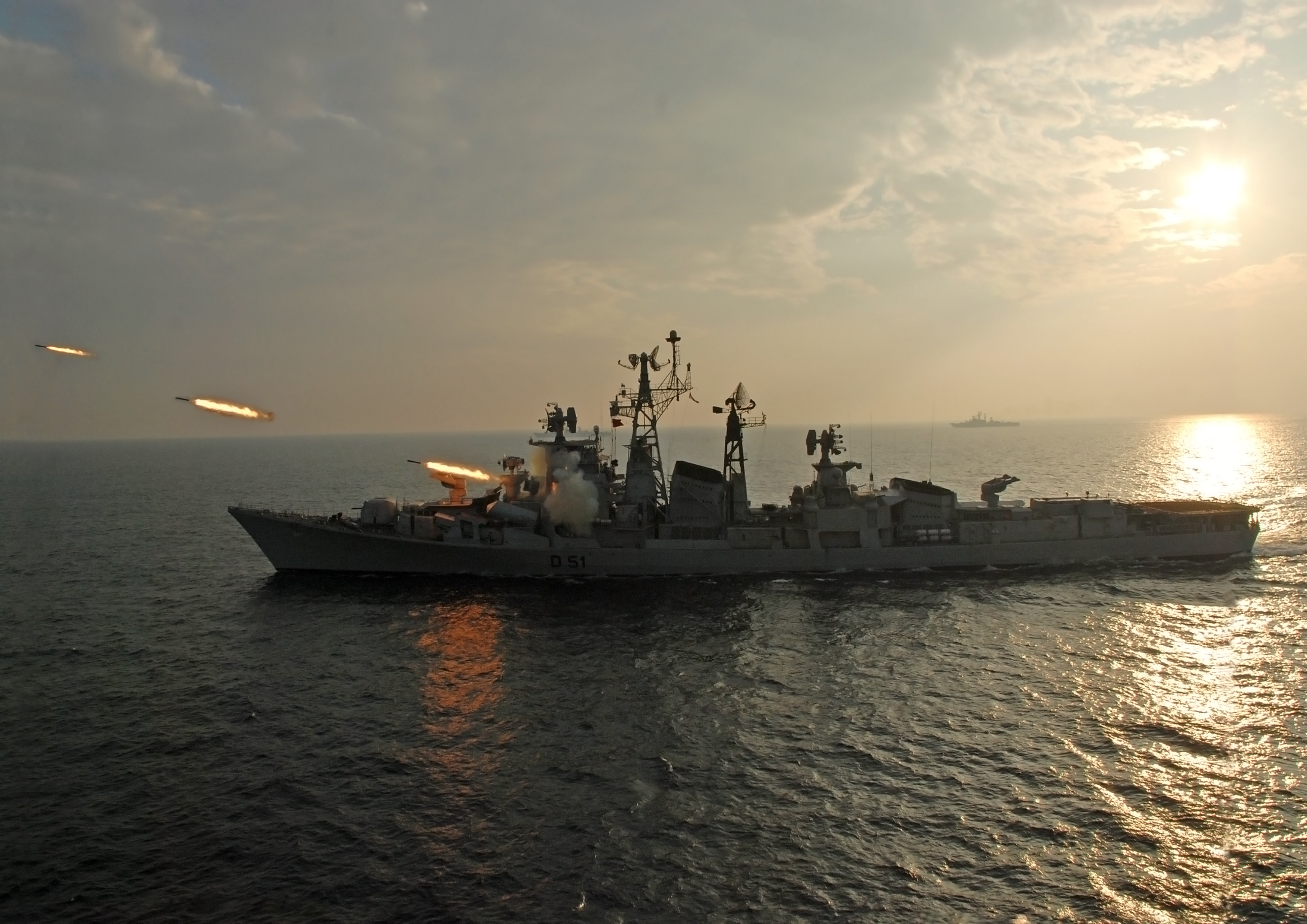
卡辛級驅逐艦使用RBU-1000發射反潛火箭彈。

RBU-1000（俄语：РБУ-1000，其中RBU是「火箭彈發射器」（реактивно-бомбовая установка）的縮寫），又稱龍捲風3型（俄语：Смерч-3，羅馬轉寫：Smerch-3），是一款300mm口徑的蘇聯製反潛艇/反魚雷火箭發射器，於1961年前後啟用。作用與反潛迫擊砲類似的該系統擁有六個火箭發射管，具有自動填裝的能力，由三名人員操作，其中包含兩名填彈手，另一人則配置於控制中心。RBU-1000可以單枚或2枚、4枚、6枚聯發的方式發射RGB-10火箭，火箭發射後以拋物線方式飛行至目標點後入水並迅速下沈，再以觸發目標物或固定深度擊發的方式引爆。
卡辛級驅逐艦（Kashin-class）是主要搭載RBU-1000的蘇聯軍艦。